# Xã Union, Quận Parke, Indiana
Xã Union (tiếng Anh: Union Township) là một xã thuộc quận Parke, tiểu bang Indiana, Hoa Kỳ. Năm 2010, dân số của xã này là 1.562 người.